# Velleguindry-et-Levrecey
Velleguindry-et-Levrecey ist eine Gemeinde im französischen Département Haute-Saône in der Region Bourgogne-Franche-Comté.

## Geographie
Velleguindry-et-Levrecey liegt auf einer Höhe von 332 m über dem Meeresspiegel, etwa acht Kilometer südsüdwestlich von Vesoul (Luftlinie). Das Dorf erstreckt sich im zentralen Teil des Departements, in einer Senke in der hügeligen Landschaft, die sich zwischen den Flusstälern von Saône im Nordwesten und Ognon im Süden ausdehnt, am Nordfuß des Bois du Chanois.
Die Fläche des 10,54 km² großen Gemeindegebiets umfasst einen Abschnitt im Bereich Hügellandschaft östlich des Saônebeckens. Der zentrale Teil des Gebietes wird von der Mulde von Velleguindry eingenommen, die durchschnittlich auf 320 m liegt. Sie weist eine Breite von ungefähr einem Kilometer auf und ist in Richtung Südwest-Nordost orientiert. Hier herrscht landwirtschaftliche Nutzung vor, während die umliegenden Höhen überwiegend waldbedeckt sind. Flankiert wird die Mulde im Südosten von der Kuppe des Bois du Chanois, auf der mit 455 m die höchste Erhebung von Velleguindry-et-Levrecey erreicht wird. Auf der Nordwestseite der Mulde bilden der Bois de la Craye (380 m) und der Bois de Chaux die Abgrenzung. Ein Sattel leitet nach Südwesten zum Becken von Levrecey über. Nach Westen erstreckt sich das Gemeindeareal über die Senke von Andelarre bis auf den Höhenrücken des Bois Monsieur (376 m). Das hügelige Gebiet besteht aus Kalkschichten der mittleren Jurazeit. Auf dem gesamten Gemeindegebiet gibt es keine oberirdischen Fließgewässer, weil das Niederschlagswasser im verkarsteten Untergrund versickert.
Die Doppelgemeinde besteht aus den Ortsteilen Velleguindry (332 m) und Levrecey (331 m) am Nordrand des Grand Bois de Mailley. Nachbargemeinden von Velleguindry-et-Levrecey sind Andelarrot im Norden, Vellefaux und Échenoz-le-Sec im Osten, Le Magnoray und Mailley-et-Chazelot im Süden sowie Baignes und Velle-le-Châtel im Westen.

## Geschichte
Spuren aus dem Neolithikum weisen auf eine sehr frühe Besiedlung des Gebietes hin. Im Mittelalter gehörte Velleguindry zur Freigrafschaft Burgund und darin zum Gebiet des Bailliage d’Amont. Die lokale Herrschaft hatte die gleichnamige Adelsfamilie inne, deren Existenz vom 12. bis ins 16. Jahrhundert belegt ist. Zusammen mit der Franche-Comté gelangte das Dorf mit dem Frieden von Nimwegen 1678 definitiv an Frankreich. Zu einer Gebietsveränderung kam es im Jahr 1807, als Velleguindry und Levrecey (1806: 145 Einwohner) zur Doppelgemeinde fusionierten. Heute ist Velleguindry-et-Levrecey Mitglied des 22 Ortschaften umfassenden Gemeindeverbandes Communauté de communes des Combes.

## Sehenswürdigkeiten
Die Dorfkirche von Velleguindry wurde 1774 erbaut. Sie besitzt eine reiche Ausstattung, darunter Mobiliar aus dem 18. Jahrhundert, eine Grabplatte aus dem 16. Jahrhundert sowie Statuen aus dem 16./17. Jahrhundert. 
Aus dem 18. Jahrhundert stammt das Schloss in Levrecey. 1871 wurde ein Obelisk als Gedenkstein für die im Deutsch-Französischen Krieg getöteten Soldaten errichtet.

## Bevölkerung
| Jahr                       | 1962 | 1968 | 1975 | 1982 | 1990 | 1999 | 2006 |
| Einwohner                  | 81   | 88   | 108  | 106  | 125  | 150  | 157  |
| Quellen: Cassini und INSEE |      |      |      |      |      |      |      |

Mit 156 Einwohnern (1. Januar 2022) gehört Velleguindry-et-Levrecey zu den kleinen Gemeinden des Département Haute-Saône. Nachdem die Einwohnerzahl in der ersten Hälfte des 20. Jahrhunderts deutlich abgenommen hatte (1881 wurden noch 241 Personen gezählt), wurde seit Beginn der 1970er Jahre wieder ein Bevölkerungswachstum verzeichnet. Seither hat sich die Einwohnerzahl fast verdoppelt.

## Wirtschaft und Infrastruktur
Velleguindry-et-Levrecey ist noch heute ein vorwiegend durch die Landwirtschaft (Ackerbau, Obstbau und Viehzucht) und die Forstwirtschaft geprägtes Dorf. Außerhalb des primären Sektors gibt es nur wenige Arbeitsplätze im Ort. Viele Erwerbstätige sind deshalb Wegpendler, die in den größeren Ortschaften der Agglomeration Vesoul ihrer Arbeit nachgehen.
Der Ort liegt abseits der größeren Durchgangsachsen an einer Departementsstraße, die von der D474 (Vesoul – Gray) nach Vellefaux führt. Weitere Straßenverbindungen bestehen mit Mailley und Andelarrot.